# Black Hornet Nano
Black Hornet Nano (PD-100 Black Hornet Nano) — микро БПЛА вертолётного типа. Самый миниатюрный военный БПЛА в мире.
Разработан компанией Prox Dynamics. В начале 2012 года было начато его серийное производство. К 2014 году изготовлено более 100 аппаратов. Министерство обороны Великобритании заключило контракт на $31 млн на 160 комплектов PD-100 Black Hornet (по два аппарата на один комплекс) для своих вооруженных сил.
«Black Hornet Nano» оснащен двумя камерами видеонаблюдения, размещенными в его носу. Передача данных на станцию управления аппаратом осуществляется в режиме реального времени. Длина составляет около 100 мм, ширина 25 мм, диаметр ротора составляет 100 мм. Общий вес БПЛА составляет около 18 граммов. Весь комплект с учётом дисплея весит 1,3 кг. Может летать со скоростью до 5 м/с при ветре до 8 м/c. Максимальная продолжительность полета составляет 25 минут, на дальности до 1 км. Комплекс обеспечивает выполнение 2,5 часа полётов.
В 2019 году появился FLIR Black Hornet PRS — это уже третье поколение самой маленькой в мире нано-беспилотной авиационной системы (UAS), активно используемой в более чем 30 странах мира.

## История использования

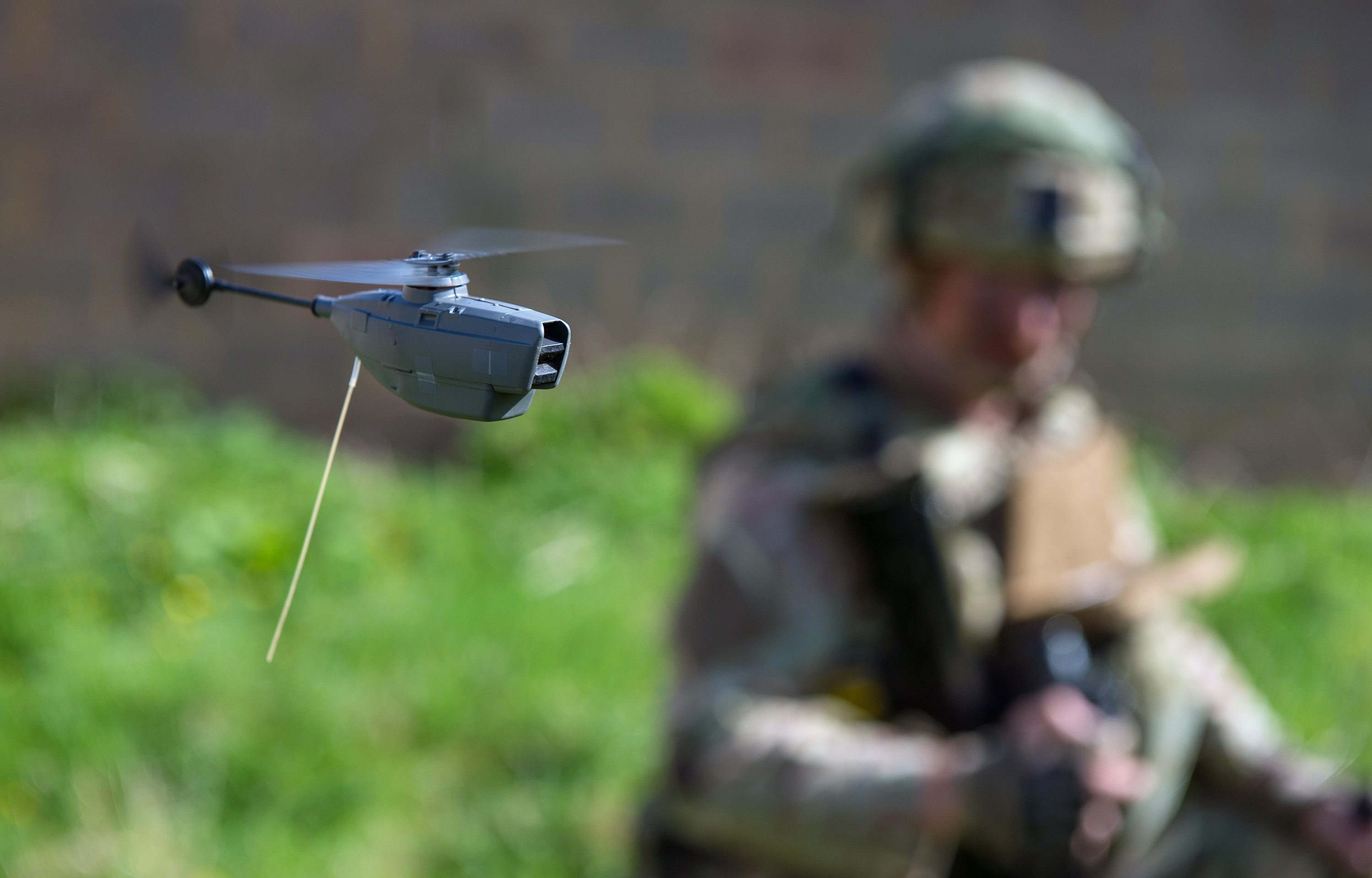
Black Hornet Nano в полёте

Воздушное средство применялось служащими британской Бригады разведывательных сил в лагере Бастион в Афганистане.
В 2018 году Армия США приобрела 60 комплектов Hornet 3; в 2022—еще 300.  Количество приобретенных комплектов в 2023 году, часть которых было отправлено на Украину не раскрывается.
Ноябрь 2022 отмечено использование  данных дронов в зоне боевых действий на Украине.
Июнь 2023 произошел захват данных дронов вооруженными силами РФ на территории Белгородской области.

## Операторы
- Индия
- Австралия[6]
- Германия[7]
- Нидерланды[8]
- Новая Зеландия
- Алжир[9]
- Норвегия[10]
- Великобритания[11]
- США[12]
- Франция[13]
- Испания[14]
- Украина[15]
- Турция[16]